# Аеропорт Копенгаген-Каструп (станція)
55°37′47″ пн. ш. 12°38′58″ сх. д. / 55.6296° пн. ш. 12.6494° сх. д.
Станція Аеропорт Копенгаген-Каструп (дан. Københavns Lufthavn, Kastrup Station) — залізнична станція в Торнбю, Данія , яку обслуговують регіональні поїзди Danske Statsbaner, включаючи мережу Øresundståg. 
Пересадка на метростанцію Люфтгафнен, що обслуговується лінією М2 Копенгагенського метро. 
Станція була відкрита 27 вересня 1998 року, а згодом була реконструйована та знову відкрита 28 вересня 2007 року, а наступного місяця відкрито пересадку на станцію Копенгагенського метро. 
Свої назви станції отримали від аеропорту Копенгагена, який вони обслуговують. 
Залізнична станція є найближчою до зони реєстрації та прибуття в терміналі 3. 
Вона розташована під землею під терміналом 3. Її обслуговують такі типи поїздів:
- Місцеві потяги що курсують між станцією Копенгаген-Центральний та Мальме-Центральне. Ці потяги також зупиняються в Торнбю та Ерестаді по дорозі до Копенгагена, а також у Гіллі та Тріангельн на шляху до Мальме. До Копенгагена потяги курсують що 10 хвилин, а до Мальме – що 20 хвилин.
- Регіональні поїзди на Сіленді та південній Швеції. Сполучення з Клампенборгом, Гельсінгером, Лундом, Гельсінгборгом , Ландскруною та Гесслегольмом .
- Міжміські поїзди курсують до решти Данії , включаючи Оденсе, Вайле, Орхус, Есб'єрг і Ольборг.
- Міжміські потяги курсують до південної Швеції: до Гетеборгу, Кальмара і Карлскруни.
- Швидкісні потяги SJ X2000 до Стокгольма.

## Послуги
| Попередня станція                          | Лінія | Лінія                                           | Лінія | Наступна станція                           |
| ------------------------------------------ | ----- | ----------------------------------------------- | ----- | ------------------------------------------ |
| Кінцева                                    |       | Danske Statsbaner Копенгаген — Ольборг          |       | Копенгаген-Центральний до Аеропорт Ольборг |
| Кінцева                                    |       | Danske Statsbaner Копенгаген — Гернінг — Струер |       | Копенгаген-Центральний до Струер           |
| Кінцева                                    |       | Danske Statsbaner Копенгаген — Сендерборг       |       | Копенгаген-Центральний до Сендерборг       |
| Кінцева                                    |       | Danske Statsbaner Копенгаген — Оденсе — Гамбург |       | Копенгаген-Центральний до Гамбург-Головний |
| Кінцева                                    |       | Danske Statsbaner Копенгаген — Оденсе           |       | Копенгаген-Центральний до Оденсе           |
| Тарнбю до Гельсінгер                       |       | Danske Statsbaner Kystbanen, Øresundståg        |       | Гіллі до Мальме-Центральне                 |
| Мальме-Центральне до Стокгольм-Центральний |       | SJ AB Södra stambanan                           |       | Копенгаген-Центральний Кінцева             |